# Dimitar Grekow (Politiker, 1847)

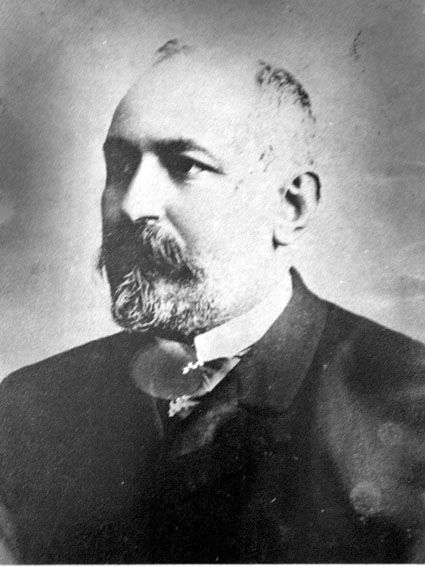
Dimitar Panajotow Grekow

Dimitar Panajotow Grekow (bulgarisch Димитър Панайотов Греков; * 14. September 1847 in Bolhrad, Russisches Kaiserreich (heute Ukraine); † 7. Mai 1901 in Sofia) war ein bulgarischer Politiker und Ministerpräsident.

## Biographie

### Studium und berufliche Laufbahn
Geboren wurde Dimitar am 2. September 1847 in der bessarabischen Stadt Bolgrad. Sein Vater Panajot Grekow war ein bulgarischer Großhändler, der seinem Sohn die Schulausbildung an das bekannte Bolgrader Gymnasium ermöglichte. Dimitar Grekow gehörte zu dem Ersten Jahrgang des Gymnasiums, das er 1868 absolvierte. Mit einem Stipendium des Gymnasiums für begabte Schüler, zog Dimitar nach Frankreich, wo er ein Studium der Rechtswissenschaften an der Universität Aix-en-Provence aufnahm, das er 1875 abschloss. Im Anschluss zog er in das Fürstentum Rumänien, wo er in der Donaustadt Brăila als Rechtsanwalt tätig und Mitglied des örtlichen Gerichts war. Braila war zu diesem Zeitpunkt eines der größeren Zentren der bulgarischen Exilgemeinde und der Bulgarische Aufklärung, Grekow selbst war Mitglied in der Bulgarischen Wohltätigkeitsgesellschaft, die sich für ein unabhängiges Bulgarien einsetzte und bei der Vorbereitung des Aprilaufstandes mitwirkte.
Nach der Befreiung Bulgariens von Osmanischen Herrschaft im Züge des Russisch-Osmanischen Krieg (1877–1878), wurde Grekow am 13. Mai 1879 zum Präsident des Obersten Gerichts in Sofia ernannt. Dieses Amt behielt er bis zum 5. Juli 1879.
Sein Sohn Aleksandar Grekow war Diplomat während des Ersten Weltkrieges.

### Abgeordneter und Minister
Ebenfalls nach der Unabhängigkeit begann er 1879 seine politische Laufbahn mit der Wahl zum Abgeordneten, wo er zunächst bis 1883 die Interessen der Konservativen Partei (aus dem Bulg. Консервативната партия) vertrat. Grekow war insbesondere einer der Autoren der am 16. April 1879 beschlossenen ersten Verfassung, der so genannten Verfassung von Tarnowo.
Am 17. Juli 1879 wurde er von konservativen Ministerpräsident Todor Burmow zum ersten Justizminister des unabhängigen Bulgariens ernannt und behielt dieses Amt bis zum 7. April 1880. Vom 6. bis zum 11. Dezember 1879 war er in Personalunion zugleich auch Innenminister. Vom 5. Juli 1882 bis zum 15. März 1883 war er wiederum als Justizminister Mitglied des Kabinetts von Leonid Sobolew. Vom 9. September bis zum 25. Dezember 1883 war er auch Präsident der Nationalversammlung.
Später wurde er Mitglied der Volksliberalen Partei (bulg. Народнолибералната партия) und wurde als solches von 1887 bis 1894 sowie von 1899 bis 1900 wiederum zum Abgeordneten der Nationalversammlung gewählt.
Am 14. November 1890 wurde er dann von Ministerpräsident Stefan Stambolow zum Außenminister und Religionsminister ernannt. Diese Ämter behielt er bis zum Ende von Stambolows Amtszeit am 31. Mai 1894. Vom 2. Oktober 1891 bis zum 25. Februar 1892 war er außerdem wieder Justizminister.

### Parteivorsitzender und Ministerpräsident 1899
Nach dem Tode von Stambolow und einer nur einjährigen Übergangszeit von Dimitar Petkow wurde er 1896 zum Vorsitzenden der Nationalliberalen Partei gewählt. Nach seinem Tode wurde Petkow dann wiederum zum Vorsitzenden gewählt.
Am 30. Januar 1899 wurde er dann von Fürst Ferdinand I. schließlich selbst zum Ministerpräsidenten ernannt. Nach einer kurzen und unbeachtlichen Amtszeit wurde er dann jedoch am 13. Oktober 1899 aus diesem Amt wieder entlassen. Während seiner Amtszeit war er außerdem wieder Außen- und Religionsminister.